# 英白拉多
英白拉多（意为指挥官），又譯為司令、大元帥、統帥、凱旋將軍等，起源於古羅馬的一種頭銜。在羅馬共和期間約略相當於軍隊的總指揮官，後來變成羅馬皇帝名銜的一部分，而且進入歐洲政治詞語，成為“皇帝”的同義詞。

## 字源
Imperator進入法語字彙中轉寫成了Empereur，英語承襲之後再轉寫成了Emperor。但英語對源起字Imperator仍遵照了拉丁語的讀法原則，重音落在第三音節。
Imperator的陰性形式為Imperatrix。

## 羅馬共和時期的英白拉多
在羅馬共和時期，英白拉多乃是被某些軍事指揮官所承攬的頭銜。早期这是战争时代中临时执掌全国统治大权（Imperium）的最高军职，事后撤职归权，而在特殊偉大的勝利之後，在戰場上大軍的部隊會對他們的指揮官歡呼“英白拉多”；對一位將領去向元老院申請凱旋式來說，這種是必須的歡呼。在被呼“英白拉多”之後，勝利的將領有權在他的名字後面使用這個頭銜，直到他的大凱旋式的時間。在共和国后期，一位凯旋归来的统帅虽會拋棄統帥大權，但仍可保有这个头衔作为荣誉称号。
因為大凱旋式乃是許多有政治野心的羅馬指揮官的目標，所以羅馬共和歷史充滿著被賄賂的軍團去稱他們的指揮官“英白拉多”的案例。

## 英白拉多作為皇帝的頭銜
奧古斯都在羅馬建立了現時叫做羅馬帝國的一人世襲統治後，這個“英白拉多”頭銜已限用於在任皇帝，以及偶爾頒於其直屬家庭成員。羅馬皇帝在登基的時候將英白拉多頭銜作為個人名稱；在提貝里烏斯統治之後，被歡呼英白拉多的動作已轉變成皇帝登基的動作。事實上，如果一位將領被他的部隊歡呼為英白拉多便是謀反。
在帝制的時期，這個詞的確以共和時期的意義繼續被用作勝利的頭銜。不過它只能夠被贈與皇帝，即使此人未曾親自指揮過勝利的大軍。這個頭銜與他被呼的次數在一起跟隨皇帝的名字之後，例如IMP V指五次被呼統帥。
這個頭銜（Imperator）已普遍地翻譯成希臘文的。這頭銜與另一個希臘詞語（意指Augustus）一起在希臘語文章中被東羅馬皇帝所使用，直到7世紀才開始被取代。

## 羅馬以後的使用
羅馬帝國於5世紀在西方崩潰之後，拉丁文繼續被用作學問與外交的語文達數世紀之久。而東羅馬帝國(又稱拜占庭帝國)皇帝在拉丁文章中叫做Imperatores。公元800年之後，這個頭銜與Augustus共同被加洛林與日耳曼神聖羅馬皇帝在皇位繼承中一直使用到1806年的神聖羅馬帝國瓦解。Imperator變成了這些皇帝大多數使用的頭銜。
1721年，彼得大帝為了驅動俄羅斯帝國的西化與加入他作為東羅馬帝國繼承人的皇帝地位，於是便將統帥直接地輸入俄羅斯語並自稱為Imperator（ИМПЕРАТОРЪ）。雖然俄羅斯的統治者繼續被口語上稱為沙皇，統帥這個官方尊稱一直在所有他的繼承人保持著直至俄羅斯帝國在1917年的完結；此外，沙皇的正式头衔中也有希腊语翻译过来的。當權的女俄羅斯統治者被稱為女皇（Imperatritsa）。

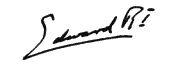
國王愛德華八世的簽名
在他的名字後面的R與I分別表示國王與皇帝（Rex與Imperator）

拿破崙戰爭之後皇帝的數目在歐洲上升，但是除了最為講究禮儀的情況之外，拉丁文開始逐漸被全面遺棄。但是在那些罕見的案例中，歐洲君主的拉丁文頭裏Imperator被用來作為emperor的翻譯。著名的例子有：在不列顛的君主承攬印度皇帝頭銜之後會以代表rex imperator（國王-皇帝）的第一字母RI尾隨它們的簽名。聯合王國的喬治六世乃是歐洲最後承攬皇帝的頭銜的統治者，當他在1948年自印度皇帝退位之時，這個imperator頭銜的最後現行使用便停止了。

## 衍生字
Imperator乃是英文字emperor的語根，以及相關連的形容詞，像imperial。它也是大多數羅曼語的文字emperor的根源。它相信也是阿爾巴尼亞語中國王mbret之名詞的終極來源。